# 埃爾巴森特 (伊利諾伊州)
埃爾巴森特（英語：Elba Center）是位於美國伊利諾伊州諾克斯縣的一個非建制地區。該地的面積和人口皆未知。

## 地理
埃爾巴森特的座標為40°50′39″N 90°02′35″W / 40.84417°N 90.04306°W，而該地的平均海拔高度為216米（即709英尺）。